# All Hope Is Gone (chanson)

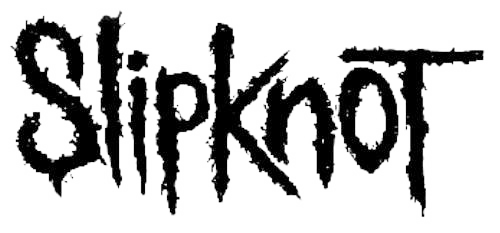

Pour les articles homonymes, voir All Hope Is Gone.
Singles de Slipknot
The Blister Exists (en) Psychosocial
All Hope Is Gone est une chanson du groupe de heavy metal Slipknot, extrait de l'album homonyme. Elle est mise en ligne en téléchargement gratuit pendant une journée le 20 juin 2008 en format mp3 sur le site officiel du groupe, puis en téléchargement payant le 23 juin 2008. La chanson est originellement annoncée par Blabbermouth comme « une chanson violente » extraite de l'album All Hope Is Gone, programmée à la radio pour le 15 juin la même année.

## Structure musicale
La chanson parle de la vie en général mais aussi de la liberté en péril. D'habitude très politiquement engagé mais dans cette chanson prendre des prises d'opposition vis-à-vis de George W. Bush et des États-Unis d'ailleurs Corey Taylor terminait d'ailleurs ses concerts avec Stone sour, son autre groupe, en criant "Fuck George W. Bush" (« Nique George W. Bush ») car Corey n'aime pas Bush car selon lui « Bush ne soutient pas l'Amérique. Il soutient l'argent et sa famille. »
Cette chanson semble également être un véritable retour aux sources car après l'album Vol. 3: (The Subliminal Verses) était trop calme selon les fans[réf. nécessaire]. Le chanteur semble retourner dans des voix plus violentes, comme les albums Slipknot et Iowa. D'après Slipknot, le seul moyen de reprendre le contrôle sur les choses, le monde, la vie, c'est de s'unir et se battre.

## Classements
| Classements (2008) | Meilleure position |
| ------------------ | ------------------ |
| Sverigetopplistan  | 42                 |
| UK Singles Chart   | 98                 |